# Harley Quinn Smith
Pour les articles homonymes, voir Quinn et Smith.
Ne doit pas être confondu avec Harley Quinn ou Harley Quinn (Agatha Christie).
Harley Quinn Smith, née le 26 juin 1999 à Red Bank (New Jersey) est une actrice et musicienne américaine. Elle est la fille du réalisateur-scénariste Kevin Smith.

## Biographie

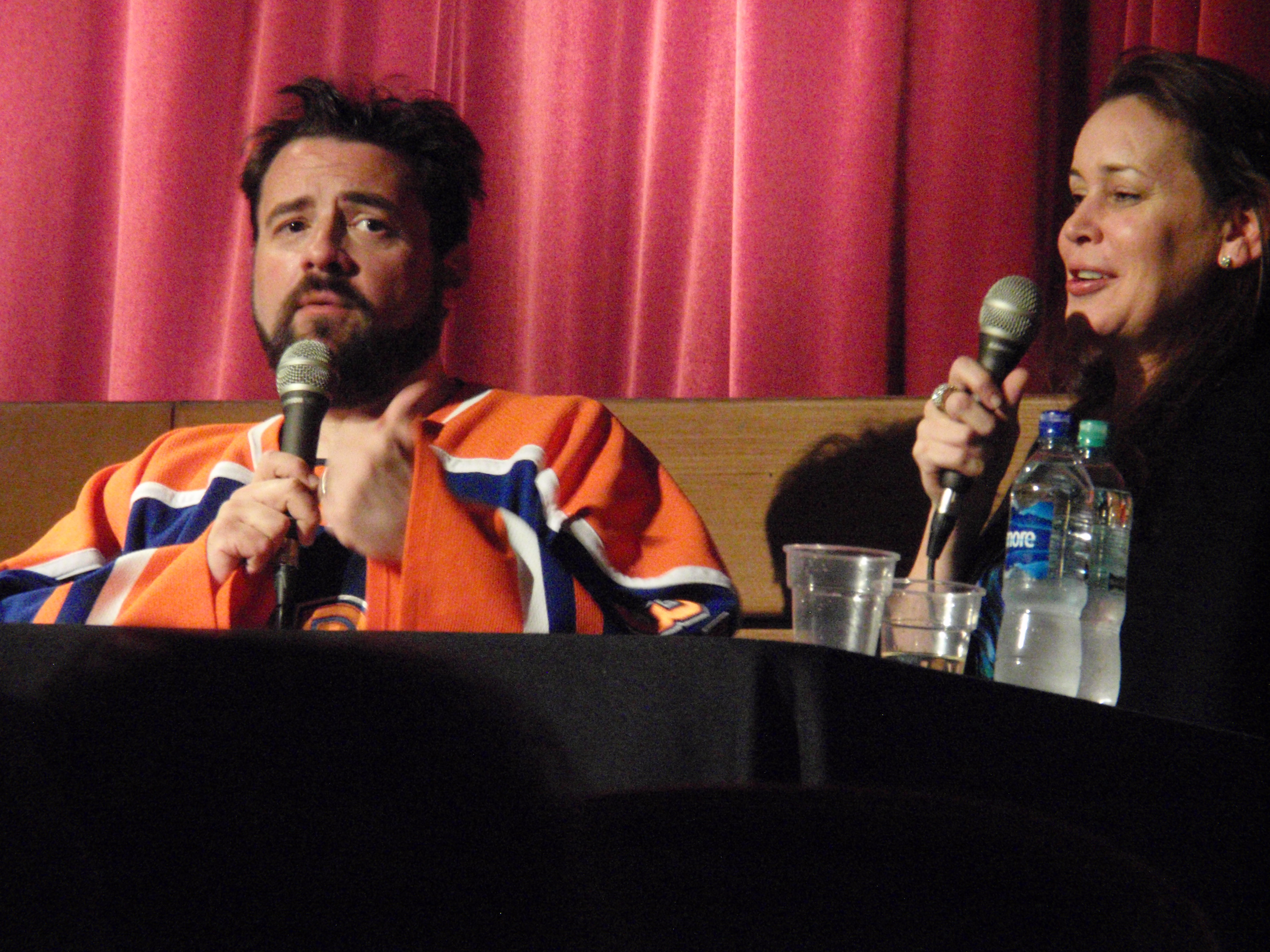
Ses parents, Jennifer Schwalbach et Kevin Smith, ici en 2011.

Harley Quinn Smith, nommée ainsi en hommage au personnage de comics Harley Quinn, est née le 26 juin 1999 à Red Bank dans le New Jersey. Elle est la fille de l'actrice Jennifer Schwalbach et du réalisateur-scénariste Kevin Smith. Bébé, elle apparait dans Jay et Bob contre-attaquent (2001) de son père, dans lequel elle interprète Silent Bob bébé (rôle tenu par son père). En 2004, elle fait un caméo dans la comédie dramatique Père et Fille, qui est à l'époque le premier film de son père qui n'est pas inclus dans le View Askewniverse. En 2006, elle apparait brièvement dans Clerks 2. En 2014, elle tient un petit rôle dans la comédie dramatique et horrifique Tusk. Elle reprend ce même personnage deux ans plus tard dans Yoga Hosers, où elle est cette fois la vedette avec son amie Lily-Rose Depp,. En janvier 2016, il est annoncé qu'elle va incarner un rôle dans la comédie télévisée Hollyweed.
En 2017, elle décroche le rôle de Lindsay dans All These Small Moments, un drame présenté au festival du film de Tribeca 2018,
En 2019, elle décroche un rôle plus important dans le nouveau film du View Askewniverse : Jay and Silent Bob Reboot. Elle y incarne Milly, membre d'un gang de filles (jouées par Aparna Brielle, Treshelle Edmond et Alice Wen). Le film sort en 2019, année où elle joue également dans Once Upon a Time in Hollywood de Quentin Tarantino.

## Filmographie
Sauf indication contraire, les informations mentionnées dans cette section peuvent être confirmées par la base de données cinématographiques IMDb,  présente dans la section « Liens externes ».

### Cinéma
- 2001 : Jay et Bob contre-attaquent (Jay and Silent Bob Strike Back) de Kevin Smith : Silent Bob bébé
- 2004 : Père et Fille (Jersey Girl) de Kevin Smith : Tracy Colelli (non créditée)
- 2006 : Clerks 2 (Clerks II) de Kevin Smith : l'enfant qui sourit à la fenêtre
- 2014 : Tusk de Kevin Smith : Colleen McKenzie
- 2016 : Yoga Hosers de Kevin Smith : Colleen McKenzie
- 2016 : Holidays - segment Halloween de Kevin Smith : Holly
- 2016 : Other Fish (court métrage) de Josh Roush et Josh Stifter : Sandy (voix)
- 2018 : All These Small Moments de Melissa Miller Costanzo : Lindsay
- 2018 : The Real King Lear (court métrage) de Brad Barnes
- 2019 : Once Upon a Time… in Hollywood de Quentin Tarantino : Froggie
- 2019 : Jay et Bob contre-attaquent… encore (Jay and Silent Bob Reboot) de Kevin Smith : Millennium « Milly » Faulken
- 2022 : Killroy Was Here de Kevin Smith : Wendy
- 2022 : Clerks 3 de Kevin Smith : Millennium « Milly » Faulken
- 2024 : The 4:30 Movie de Kevin Smith : Sister Sugar Walls

### Télévision
- 2016 : Hollyweed (téléfilm) de Kevin Smith
- 2017 : Supergirl : Izzy Williams
- 2018 : All Night (en) : la gothique (4 épisodes)
- 2021 : Cruel Summer : Mallory Higgins (10 épisodes)
- 2021 : Les Maîtres de l'univers : Révélation (Masters of the Universe: Revelation) (série télévisée d'animation) : Ileena (voix)